# Dave Willetts
Dave Willets (Birmingham, 24 giugno 1952) è un cantante e attore teatrale britannico, specializzato nel genere musical nel West End londinese.

## Biografia
Willetts viene considerato un “enigma teatrale” poiché non ha mai preso lezioni di canto, danza o recitazione e raramente è entrato in un teatro prima dei vent'anni. Fu lavorando in una società ingegneristica a Midlands che cominciò ad appassionarsi al teatro e all'arte drammatica. Fu notato da Bob Hamlyn, regista del Belgrade Theatre di Coventry, mentre interpretava un ruolo minore nel musical inglese di Charles Strouse “Fiori per Algernon”, che in seguito scelse Willetts per interpretare un ruolo nel celebre musical britannico “Annie”. Così, a più di trent'anni, Dave Willetts cominciò la propria ascesa nel mondo del teatro musicale.
Nel 1985 fu scelto da Trevor Nunn come parte del coro per il nuovo musical Les Misérables e, dopo un anno, come primo sostituto di Colm Wilkinson per il ruolo di Jean Valjean. Quando Wilkinson andò ad interpretare Valjean nella produzione newyorkese del musical, Willetts divenne il nuovo protagonista del musical.
Nel 1987 fu scelto per sostituire Michael Crawford nel ruolo principale del musical di Andrew Lloyd Webber The Phantom of the Opera, vincendo per la sua interpretazione, un Evening News Theatre Award. In seguito, Willetts riprese il ruolo del Fantasma anche a Manchester e nel tour nazionale del 1900. 
Lo stesso anno lavora con Petula Clark nel musical Someone Like You.
In seguito Willetts ha interpretato Gesù in un concerto di Jesus Christ Superstar, Sweeney Todd in Sweeney Todd: The Demon Barber of Fleet Street, Old Deuteronomy in occasione del ventesimo anniversario del musical Cats , Max in Sunset Boulevard (insieme con Kathryn Evans) nel revival londinese del 2008 e Jean Valjean nella produzione australiana del decimo anniversario del musical.
Nel 2004 è apparso nella versione londinese del musical Ragtime con Maria Friedman. Nel dicembre dello stesso anno ha ricoperto il ruolo di Capitan Uncino in una versione teatrale di Peter Pan. Nel 2006 ha lavorato nel tour della Gran Bretagna del musical Sette spose per sette fratelli. Nel 2008 ha ricoperto il ruolo di Emile de Becque nel tour inglese del musical di Rogers e Hammerstein South Pacific; il tour si è concluso nel luglio 2008. Nel 2023 è tornato nel West End per interpretare George, alternandosi a Michael Ball, nel musical Aspects of Love.
Dave Willetts ha inciso numerosi album, molti dei quali contengono canzoni dal mondo del musical. Appare in CD al fianco di artisti come Lesley Garrett, Clive Rowe e Claire Moore, tra i tanti.